# Giuseppe Ravano
Giuseppe Ravano (Rapallo, 5 febbraio 1943) è un cavaliere italiano.
Fu medaglia d'oro alle Olimpiadi del 1964 a Tokyo nel concorso completo di equitazione a squadre con Mauro Checcoli, Paolo Angioni, e Alessandro Argenton.

## Palmarès
| Anno | Manifestazione  | Sede  | Risultato | Gara               | Note  |
| ---- | --------------- | ----- | --------- | ------------------ | ----- |
| 1964 | Giochi olimpici | Tokyo | Oro       | Completo a squadre | [ 2 ] |